# 霍勒斯·威廉·李
霍勒斯·威廉·李（Horace William Lee，1879年—1976年），英國知名光學工程師。其為20世紀最重要光學鏡頭設計師之一，舉凡大光圈雙高斯之Opic結構、被廣角鏡頭普遍運用的反望遠結構，皆是出自其手。

## 光學成就
- 1920年發明四群六片Opic鏡頭，為普拉納結構的改良，為最早達到f/2大光圈的無像散鏡頭，日後被各大光學廠商仿效。直到今日(2013年)Leica Summicron 50/2鏡頭仍然採用Opic結構。
- 1927年發明Ultra Panchro結構，再度將雙高斯結構（英语：Double-Gauss lens）提升至f/1.4大光圈，是今日坊間f/1.4鏡頭的起源。
- 1930年為Techinicolor公司設計35mm f/2反望遠鏡頭，為世界最早將反望遠理念實用化的攝影鏡頭，先後被法國愛展能Retrofocus、德國蔡司Distagon系列所仿效。
- 1930年改良Opic成為Super Speed Panchro[2]結構，五群七片設計光圈f/1.3，隨後被德國施耐德、徠卡等公司採用在Xenon 50/1.5鏡頭上。
- 1931年改良Opic結構，即日後著名的Speed Panchro設計[3]。

## 外部連結
Cooke Opics History of 1920s （页面存档备份，存于）